# Dendrobium recurvatum
Dendrobium recurvatum är en orkidéart som först beskrevs av Carl Ludwig von Blume, och fick sitt nu gällande namn av Johannes Jacobus Smith. Dendrobium recurvatum ingår i släktet Dendrobium, och familjen orkidéer. Inga underarter finns listade i Catalogue of Life.